# Stare Miasto (Kalisz)
Stare Miasto – część Kalisza, historyczna dzielnica miasta  położona na lewym brzegu Prosny, na wschód od Rypinka i na północ od Zawodzia; włączona do miasta w 1934; pełni funkcje mieszkaniowe.
Osią dzielnicy jest odcinek Szlaku Bursztynowego (Trasy Bursztynowej), biegnący w ciągu drogi wojewódzkiej nr 450 z Rypinka przez most św. Wojciecha na Rajsków. 
We wczesnym średniowieczu na obszarze Zawodzia i Starego Miasta był położony gród, który w XIII wieku z powodu ciągłych zagrożeń powodziami został przeniesiony na przeciwny brzeg rzeki, gdzie obecnie znajduje się dzielnica zwana Śródmieściem. Od około 1257 r. nowy gród stał się miastem na podstawie przywileju lokacyjnego wydanego przez księcia Bolesława Pobożnego. Po starym grodzie pozostała nazwa: Stare Miasto. Część Starego Miasta, będąca własnością kolegiaty NMP w Kaliszu, pod koniec XVI wieku leżała w powiecie kaliskim województwa kaliskiego.
W 1807 Napoleon Bonaparte nadał Stare Miasto Józefowi Zajączkowi.